# تكتيك الكماشة

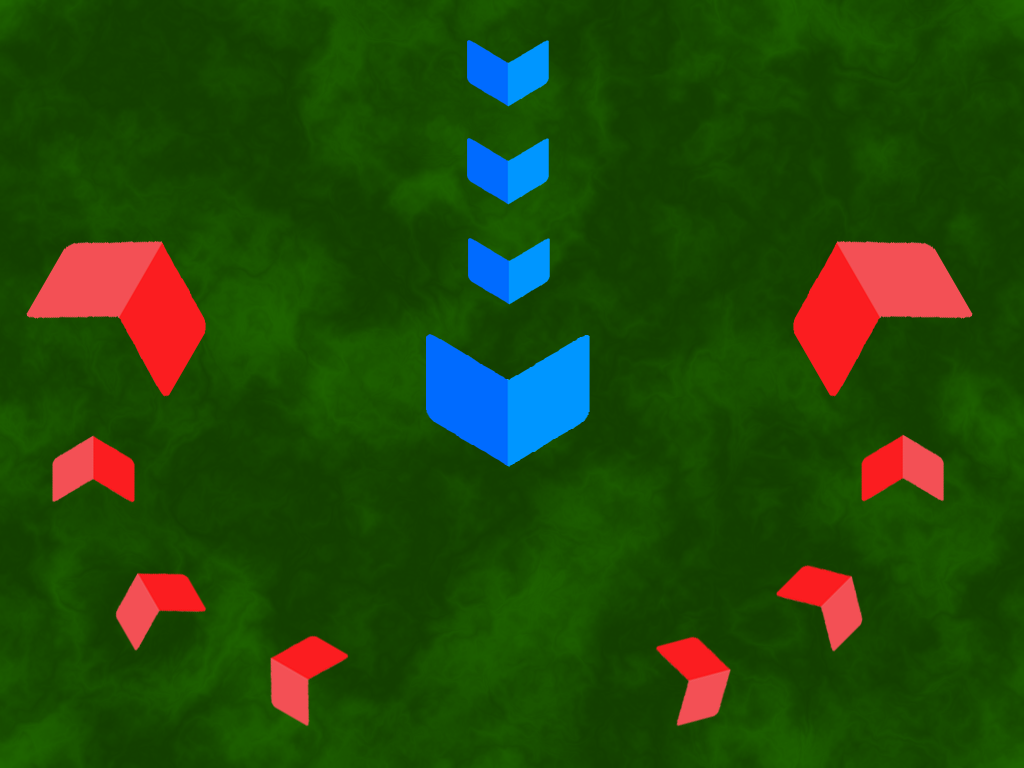
A تكتيك الكماشة حيث تطوّق القوات الحمراء القوات الزرقاء المهاجمة

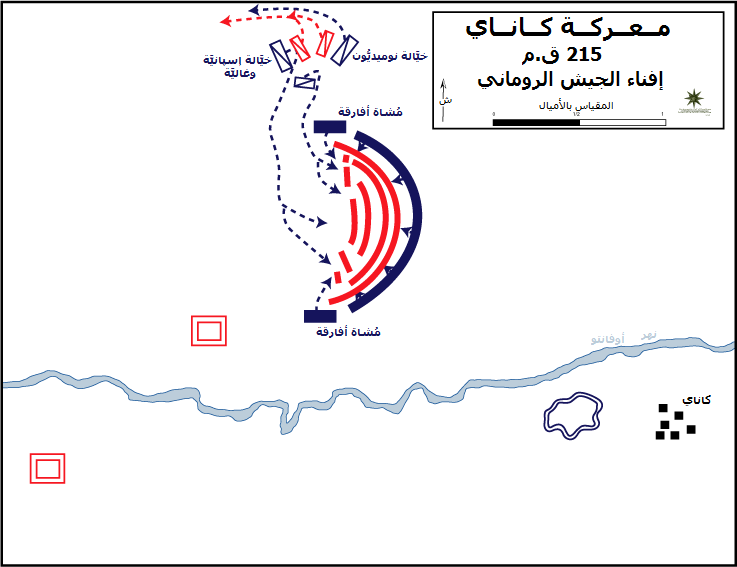
تدمير الجيش الروماني على يد الجيش القرطاجي بقيادة حنبعل في معركة كاناي

تكتيك الكماشة أو  الضربة المزدوجة  هو مناورة عسكرية يقوم فيها الطرف المدافع بمهاجمة جناحي الطرف المهاجم في نفس الوقت الذي يهاجم فيه المهاجمون قلب الجيش المدافع، الذي بدوره يتراجع بانتظام حتى يتمكن جناحيه من تطويق المهاجمين. استخدم هذا التكتيك في بعض الأحيان بهدف عزل أحد الجيوش ومنع وصول التعزيزات إليه. تعتمد معظم معارك المشاة على هذا التكتيك العسكري، بل ويستخدم عادة في بعض معارك الطائرات أيضاً.
غالباً ما تنتهي المعارك التي يستخدم فيها هذا التكتيك، بالاستسلام أو تدمير القوة المحاصرة، وفي بعض الأحيان تتمكن القوة المحاصرة من اختراق الحصار عن طريق المهاجمة من الداخل، أو أن تفتح قوة صديقة ثغرة في الحصار بالمهاجمة من الخارج لتتمكن القوة المحاصرة من الهرب.
ذكر صن تزو هذا التكتيك في كتابه فن الحرب، ولكنه نصح بعدم استخدامها، فقد يتمكن الجيش المهاجم من تدمير قلب الجيش المدافع قبل أن يستطيع الجناحان تطويق المهاجمين.
استخدم هذا التكتيك في معركة ماراثون في القرن الخامس قبل الميلاد. كما استخدمها حنبعل في عام 216 ق.م في معركة كاناي، والتي يعتبرها الخبراء واحدة من أعظم المناورات في التاريخ العسكري، فهي المرة الأولى التي يطبق فيها التكتيك ويتم تسجيل تفاصيلها بنجاح.
بعد ذلك، استخدم عدد من القادة هذا التكتيك بنجاح، أمثال:
1. في عام 633، استخدم خالد بن الوليد هذا التكتيك بنجاح أيضاً في معركة الولجة.
2. في عام 1071، استخدمه ألب أرسلان في معركة ملاذكرد.
3. في عام 1526، استخدمه القائد العثماني سليمان القانوني في معركة موهاكس.
4. في عام 1781، استخدمه دانيال مورغان في معركة كوبنز.
5. استخدم الإسكندر الأكبر هذا التكتيك في معركة غوغميلا.